# Chronisch-entzündliche Darmerkrankungen

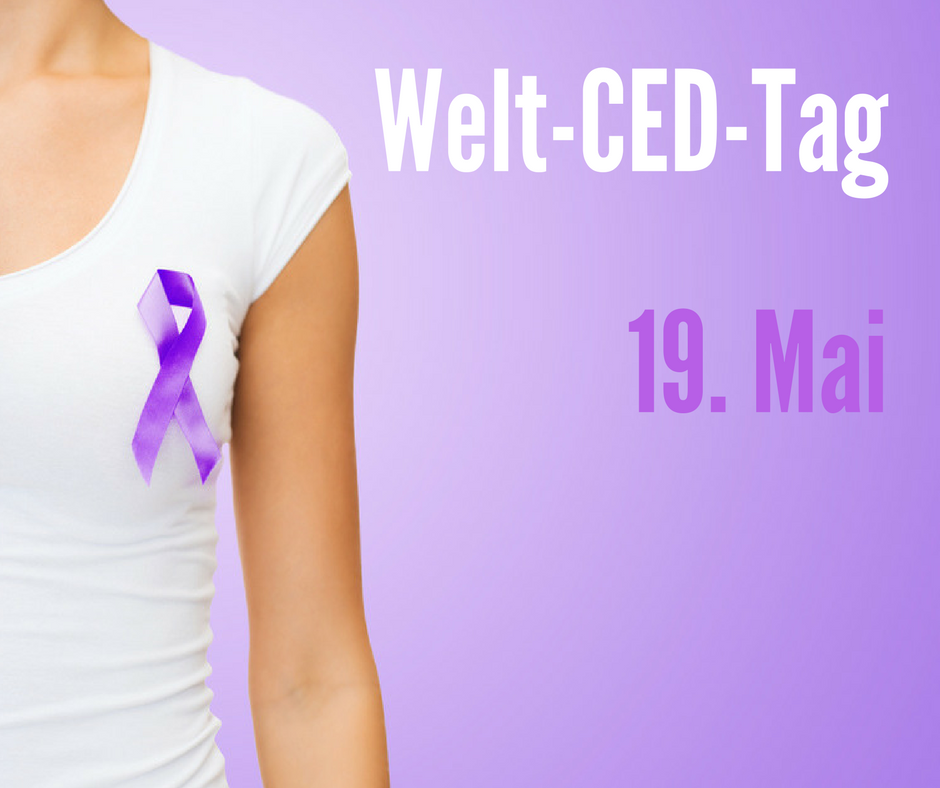
Am 19. Mai findet der Welt-CED-Tag statt

Unterschiedliches Befallsmuster bei Morbus Crohn (links) und Colitis ulcerosa (rechts)

Unter chronisch-entzündlichen Darmerkrankungen (CED; englisch inflammatory bowel disease, IBD) versteht man wiederkehrende (rezidivierende) oder kontinuierliche entzündliche Erkrankungen des Darms. Die beiden häufigsten Vertreter sind die Colitis ulcerosa und der Morbus Crohn. Seltener sind die kollagene und lymphozytäre Colitis als Formen der mikroskopischen Colitis, die nur histologisch diagnostiziert werden kann.
Am 19. Mai ist der Welt-CED-Tag.

## Typische Symptome und Differentialdiagnostik
| Colitis ulcerosa | Morbus Crohn |
| --- | --- |
| Entzündungsmuster: kontinuierlicher Befall, erstreckt sich vom Mastdarm aus, nur der Dickdarm ist betroffen, selten Ausbreitung ins Ileum (Backwash-Ileitis) | diskontinuierlicher Befall (wird von gesunden Abschnitten unterbrochen), gesamter Verdauungstrakt betroffen (Mund bis Anus)                                                     |
| morphologisch: Granulierung, flächenhafte Blutungen, Pseudopolypen, Ulzera                                                                                   | Aphthen, flache Ulzera, einzelne Ulzera, Fissuren, tiefe Ulzera |
| Stenosen sind immer tumorverdächtig | Stenosen häufig |
| blutig schleimige Durchfälle | breiige oder flüssige Durchfälle |
| Bauchschmerzen, krampfartig, oft mit Stuhlentleerung, oft im linken Unterbauch schmerzhafter Stuhldrang („Tenesmus“)                                         | Bauchschmerzen, oft krampfartig, häufig im Unterbauch lokalisiert |
| aufgehobene Gefäßzeichnung der Darmschleimhaut (nur die oberste Schicht der Darmwand ist betroffen, also Mukosa und Submukosa)                               | Symptome einer Mangelversorgung mit Nährstoffen (vor allem bei MC des Dünndarms), Gefäßzeichnung meist erhalten; alle Schichten der Darmwand können betroffen sein (transmural) |
| selten bis nie Fisteln | Fisteln bei schweren Verlauf, Abszesse und Stenosen bei schwerem Verlauf |
| Blutarmut | Gewichtsverlust (vor allem bei MC) |

Wenn man diagnostisch nicht zwischen einer CD und MC unterscheiden kann, wird diese als Colitis indeterminata bezeichnet.
Bei einem Viertel der Patienten kommt es zu Beschwerden außerhalb des Verdauungstrakts, insbesondere bei Patienten, die an MC leiden (sogenannte extraintestinale Manifestationen): Periphere Arthritis, Spondylarthropathie, Erythema nodosum, Pyoderma gangraenosum, Uveitis, Skleritis, Primär sklerosierende Cholangitis oder Aphthöse Ulzera.

## Pathophysiologie der CED
Die genaue Ursache der chronisch entzündlichen Darmerkrankungen konnte bisher nicht geklärt werden. Die aktuelle Forschung zeigt ein komplexes Zusammenspiel aus genetischen Faktoren, dem Mikrobiom des Darms, Umweltfaktoren sowie eine abnormale Immunantwort als mögliche Ursachen für diese Erkrankungen.

## Genetische Disposition
Genomweite Assoziationsstudien (GWAS), Sequenzierungsstudien der nächsten Generation und andere Analysen haben über 240 nicht überlappende genetische Risikoorte identifiziert, von denen etwa 30 genetische Orte zwischen Morbus Crohn und Colitis ulcerosa gemeinsam sind (Vgl. Zhang et al.). Diese Gene beeinflussen u. a. die Durchlässigkeit der Epithelbarriere und ermöglichen dadurch das Eindringen von Bakterien. Diese stimulieren das angeborene Immunsystem. Es resultieren entzündliche Reaktionen, teilweise durch Sekretion extrazellulärer Mediatoren. Es werden dadurch andere Zellen angelockt, einschließlich Zellen des adaptiven Immunsystems.

## Psychosomatik
Es wurde angenommen, dass bei den chronisch-entzündlichen Darmerkrankungen psychosozialer Stress auch zu einer Fehlregulation der Immunantwort und – bei entsprechender Veranlagung – zur Krankheitsaktivierung beitrug. 1950 beschrieben Franz Alexander in den Holy Seven die chronisch-entzündliche Darmerkrankungen als psychosomatische Krankheit. Diese historische Annahme kann inzwischen als widerlegt gelten; es lassen sich keine Persönlichkeitseigenschaften, psychische Störungen oder bestimmte Einzelfaktoren bestimmen („CED-Persönlichkeit“), die in enger, kausaler Verbindung zu CED stehen.
Beschwerden wie Angst und Depression, die als Komorbidität verstanden werden, kommen bei Patienten mit CED gehäuft vor und können den Erkrankungsverlauf erschweren.